# 자유 독일 국민위원회

자유 독일 국민위원회의 로고.

자유 독일 국민위원회의 기.

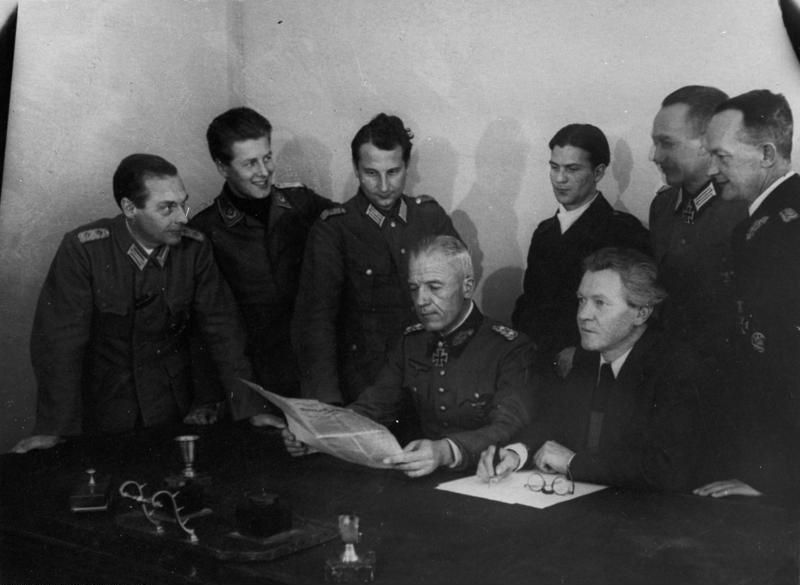
1943년의 NKFD 위원들. 왼쪽부터 대령 판 호펜, 중위 하인리히 폰 아인지델 백작, 소령 카를 헤츠, 포병대장 발터 폰 자이들리츠쿠르츠바흐, 병 치펠, 에리히 바이네르트, 대령 슈타이들, 대장 라트만.

자유 독일 국민위원회(自由 獨逸 國民委員會, 독일어: Nationalkomitee Freies Deutschland; NKFD 나티오날코미테 프라이에스 도이칠란트[*])는 제2차 세계대전 당시 소련의 지원을 받아 활동한 독일계 반나치 단체이다.
1933년 독일에서 국가사회주의 독일 노동자당(나치당)이 집권하게 되면서 독일 공산당(KPD)은 불법화되었고, 공산당원들은 대부분 소련으로 도피했다. 바르바로사 작전으로 독일이 소련과의 전쟁을 개시하자 소련에 붙잡혀 전쟁 포로가 되는 독일인들이 생겼다. 소련은 이들 독일계 포로들로 반나치 괴뢰 조직을 만들려 시도했으나 이들이 국방군이 언젠가는 최종 승리할 것이라 믿어 의심치 않았기에 별 신통한 효과는 없었다.
스탈린그라드 전투에서 독일이 패배하면서 독일군 포로들의 수가 크게 증가했고, 이에 따라 독일의 승리에 대한 희망도 크게 꺾였다. 그리고 1943년 6월 초 알프레트 쿠넬라와 루돌프 헤른슈타트가 위원회 선언문을 작성했다. 이 선언문에서 과거 나폴레옹에 맞서 러시아 제국과 함께 싸운 프로이센인들(e.g. 클라우제비츠 등)을 진정한 독일인의 귀감이라고 거론했다. 이리하여 1943년 7월 12일 모스크바 근교의 크라스노고르스크에서 NKFD가 결성되었다. 위원장은 망명한 독일계 공산주의자 에리히 바이네르트였고, 중위 하인리히 폰 아인지델 백작과 소령 카를 헤츠가 부위원장을 맡았다. 위원회 지도부는 총 38명이었으며 그 중 28명은 국방군 포로였고 10명은 그전에 망명온 독일계 공산주의자들이었다.
그러나 장교들 대다수는 NKFD에 가담하기를 거부했기 때문에, 중령 알프레트 브레테의 제안으로 공산주의자 및 사병들과 접촉하지 않아도 되는 별개 조직을 만들기로 했다. 이에 따라 NKFD 결성으로부터 2개월 뒤 "독일장교동맹"(독일어: Bund Deutscher Offiziere; BDO)이 설립되었다. 동맹 총재는 포병대장 발터 폰 자이들리츠쿠르츠바흐였다. 소련에 포로로 잡힌 독일군 장교 다수가 BDO에 가입했다. 그 중 가장 저명한 사람은 스탈린그라드에서 항복한 제6군 사령관 프리드리히 파울루스 원수였다. 이후 BDO는 NKFD에 흡수되었다.
NKFD는 소련의 주도로 만들어졌고 또한 공산주의자들이 위원을 지냈지만 보수적인 상징과 이념을 채용했다. 예컨대 바이마르 공화국의 흑적금 삼색기가 아닌 독일 제국의 흑백적 삼색기가 사용되었다. NKFD는 1937년 이전의 국경을 회복하면서 국방군의 권력을 온존시키기 위해 소련과 평화협상을 하고 나치 정권 지도부를 처벌해야 한다는 목표를 세웠다. 하지만 시간이 흘러도 반나치 쿠데타가 일어날 기미가 보이지 않자 NKFD의 이념은 점차 좌경화되었다.
NKFD 및 BDO의 활동은 주로 신문이나 무선 방송을 통한 선전에 치우쳤다. 그들은 전선의 독일군 병사들 및 소련군에 잡힌 포로들에게 소책자를 돌렸다. 자이들리츠쿠르츠바흐 대장은 NKFD-BDO 구성원들로 이루어진 반나치 군대 편성을 제안했지만 소련측은 이를 받아들이지 않았다.
붉은 군대가 독일 본토에 진주하면서 NKFD 구성원 중 일부는 소련 점령 지역의 지방 정부 공직자로 임명되었다. 나치 독일이 완전히 멸망한 뒤 NKFD 구성원들은 대부분 소련 점령지역으로 송환되었고, 소련 점령지역의 후신인 독일민주공화국(동독) 건국에 주요한 역할을 했다. BDO 맹원 일부는 동독 군대인 국가인민군 창군에 참여했다. 반면 자이들리츠쿠르츠바흐 대장처럼 전쟁범죄자로 처벌받고 서독으로 쫓겨난 사람도 있었다.

## 같이 보기
- 레시스텐자